# Polygala strigulosa
Polygala strigulosa är en jungfrulinsväxtart som beskrevs av Schlecht.. Polygala strigulosa ingår i släktet jungfrulinssläktet, och familjen jungfrulinsväxter. Inga underarter finns listade i Catalogue of Life.